# Aegidius Strauch II.

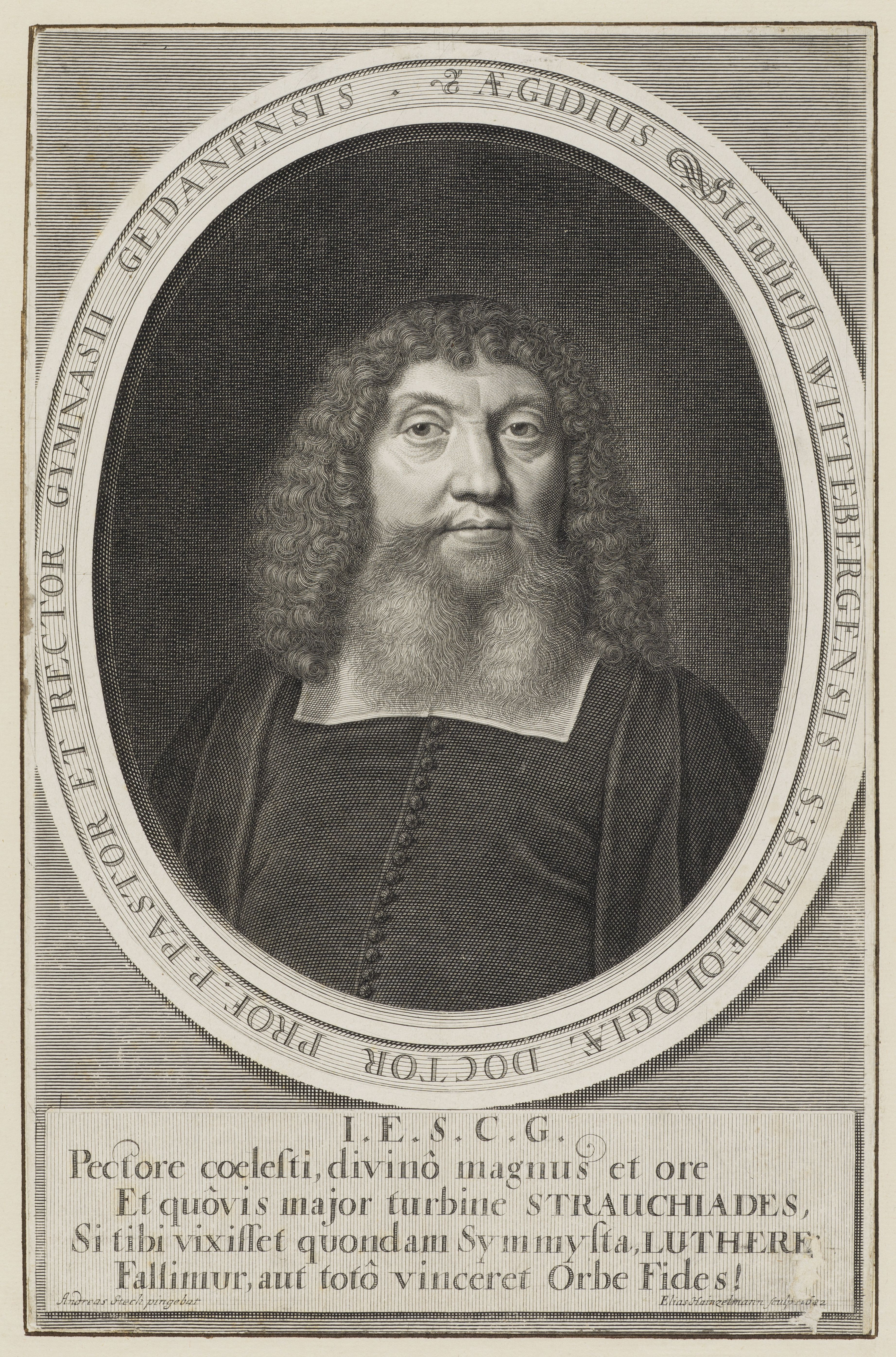
Aegidius Strauch, Kupferstich (1682)

Aegidius Strauch (* 21. Februar 1632 in Wittenberg; † 13. Dezember 1682 in Danzig) war ein lutherischer Theologe, Historiker, Mathematiker und Astronom.

## Leben
Aegidius Strauch wurde als Sohn des Professors der Rechte und kurfürstlichen Rats Johann Strauch am 21. Februar 1632 in Wittenberg geboren. Bereits 1646 besuchte er die Vorlesungen an der Wittenberger Universität und arbeitete auf den Gebieten der Geschichte, Mathematik und orientalischen Sprachen. 1649 wechselte er an die Universität Leipzig, wo er seine Sprachstudien fortsetzte und sich dem Studium der Theologie widmete. 1650 kehrte er nach Wittenberg zurück und erwarb sich am 29. April 1651 den akademischen Grad eines Magisters der Philosophie.
Durch seine häufig disputierten Privatkollegien wurde er 18. Oktober 1653 Adjunkt der philosophischen Fakultät und 1656 zum Substitut Reinhold Frankenbergers dem Professor der Mathematik berufen. Nachdem Frankenberger gestorben war, übernahm er 1664 als ordentlicher Professor dessen Lehrstuhl. Jedoch war er in diesem Amt nur Platzhalter für seinen Bruder Michael Strauch der diese Professur 1665 übernahm. Strauch übernahm stattdessen die Professur für Geschichte und konnte sich in der Folge theologischen Studien widmen. - 1655 erhielt er von der theologischen Fakultät die Erlaubnis öffentliche Kollegien zu führen. Strauch wurde 1657 theologischer Lizentiat, am 13. Oktober 1662 Doktor der Theologie, und 1666 ernannte man ihm zum Assessor der theologischen Fakultät an der Wittenberger Universität. Er war in den Synkretistischen Streit mit Friedrich Ulrich Calixt einbezogen.
Obwohl er von sächsischen Kurfürsten Johann Georg II. massiv unterstützt wurde, gab er seine Stelle an der Universität Wittenberg auf, um Pastor der St.-Trinitatis-Kirche und Rektor des Akademischen Gymnasiums in Danzig zu werden.
Für die einfachen Bürger wurde er zum Hoffnungsträger. In seiner Schrift „Die Tage Purim“ setzte er sich für ihre Beteiligung an wichtigen Entscheidungen in der Stadt ein. Die Patrizier im Stadtrat fürchteten den Verlust ihrer Privilegien und setzte ihn am 28. Dezember 1673 unter fadenscheinigen Begründungen von seinen Ämtern ab. Nach massiven Unruhen der Bürger musste der Stadtrat seine Entscheidung am 4. Januar 1674 rückgängig machen. Als er nach Rufmord und Verrat nach Hamburg gehen wollte, wurde sein Schiff von Soldaten des Kurfürsten Friedrich Wilhelm von Brandenburg gekapert und er selbst aufgrund falscher Verdächtigungen in der Festung Küstrin inhaftiert. Ohne Beweise sollte er „als königlich schwedischer Diener“ „unbarmherzig zu Tode gemartert werden“.
Der König von Polen, der König von Schweden, der Kurfürst von Sachsen, seine Verwandten und viele weitere Anhänger setzten sich für seine Freilassung ein. Erst eine Delegation aus mit Bürgern aus Danzig erreichte das scheinbar Unmögliche. Strauch wurde am 9. Juli 1678 aus der unbegründeten Haft entlassen. In Danzig empfangen ihn Zehntausende Anhänger. Alle evangelischen Kirchen hielten zu seiner Befreiung Gottesdienste ab und ließen die Glocken läuten. Zu seiner Ehre wurden mehrere Münzen in Gold und Silber geprägt, die seine Anhänger um den Hals trugen. Der Danziger Rat setzte ihn am 8. September 1678 wieder in seine Ämter ein.
Strauch verstarb am 13. Dezember 1682 in Danzig. Nach seinem Tod begann eine beispiellose Folge von Diffamierungen, die durch Friedrich Wilhelm von Brandenburg ausgelöst wurde. Er ließ alle noch verfügbaren Leichenschriften vom Rat einsammeln, doch sie hatten sich schon längst unter seinen zahlreichen Anhängern verteilt. So schrieben Historiker die Geschichte kurzerhand um. Bis heute ist das Bild von Aegidius Strauch von diesen Fälschungen geprägt.
Aegidius Strauch hat mit seinem Werk Breviarium chronologiae (1657 weitere Auflagen bis 1717), das auch ins Englische übersetzt wurde, bis lange nach seinem Tod das Geschichtsverständnis in Europa geprägt. Als Folge seines Wirkens erhielten die Bürger Danzigs mehr Mitsprache im Stadtrat. Die finanzielle Unterstützung des schwedischen Gesandten Anders Lilliehöök ermöglichte, dass er die Beziehung zwischen Polen und Schweden verbessern konnte. Strauch hatte sich am 9. Februar 1658 mit Martha Magarethe Sibylle Cranach (* 29. September 1634 in Wachsdorf; † 20. Juni 1705 in Danzig) verheiratet, die eine Tochter von Lucas Cranach III. war.

## Werke

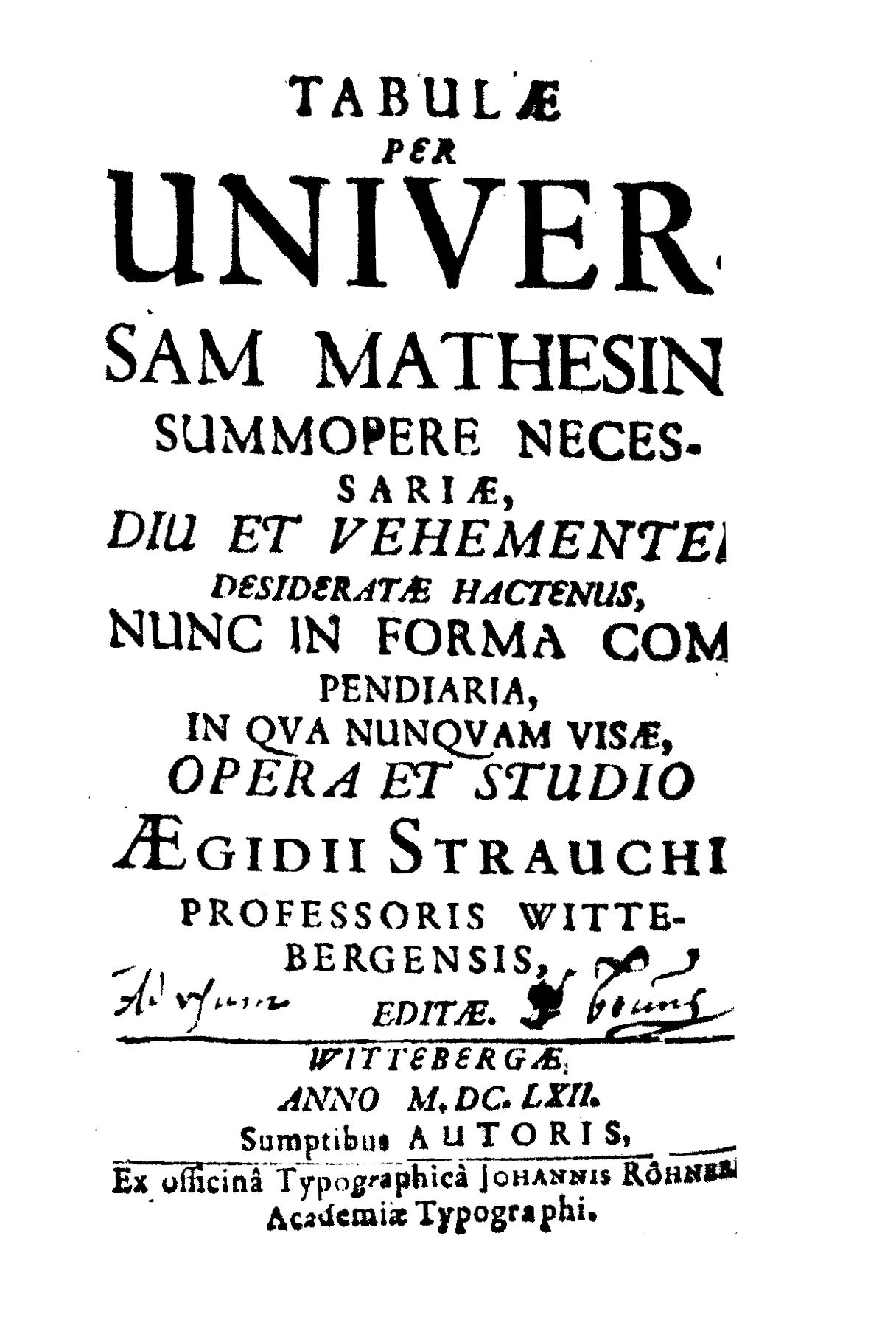
Tabulae per universam mathesin summopere necessariae, 1662

- De numerorum doctrina aphorismi CCCXLII. Schumacher, Wittenberg 1662. (Digitalisat)
- Tabulae per universam mathesin summopere necessariae. Röhner, Wittenberg 1662. (Digitalisat)
- Consensus repetitus fidei vere Lutheranae in LXXXVIII. punctis … a calumniis … F. U. Calixti … vindicatus. Schumacher, Wittenberg 1665. (Digitalisat der Ausg. 1668)
- Breviarium chronologicum. Henckel, Wittenberg 1656. (Digitalisat)
- Continuatio synopseos Johannis Sleidani, a Carolo V. imper. augusto, usque ad annum MDCLXIX. 1668
- Die Tage Purim Der Evangelischen-Lutherisch-benenneten-Christhertzen. Zu deren Heiligen Begehung Seine Andächtige und Volckreiche Gemeinen, in der Königlichen Stadt Dantzig, Bey einfallenden letzten Tag des Weinmonaths alten Kalenders, Als an welchen im Jahr 1517 … Ein … glücklicher Anfang gemacht worden, … In den Jahren 1670, 1671, 1672. bey der ordentlichen Sontags-Andacht, Auffgemuntert hat D. Aegidius Strauch. Rhete, Danzig 1672. (Digitalisat)
- Starcke- und Milch-Speise. In Hundert Sechs und Siebenzig Sonn- und Fest-Tages Predigten / Der Christlichen Gemeine in Dantzig / dergestalt vorgetragen / Daß so viel Schwere Sprüche Heiliger Göttlicher Schrifft … gründlich sind erkläret / Und … in den Druck gegeben worden. Rhete, Danzig 1683. (Digitalisat)